# Humenice

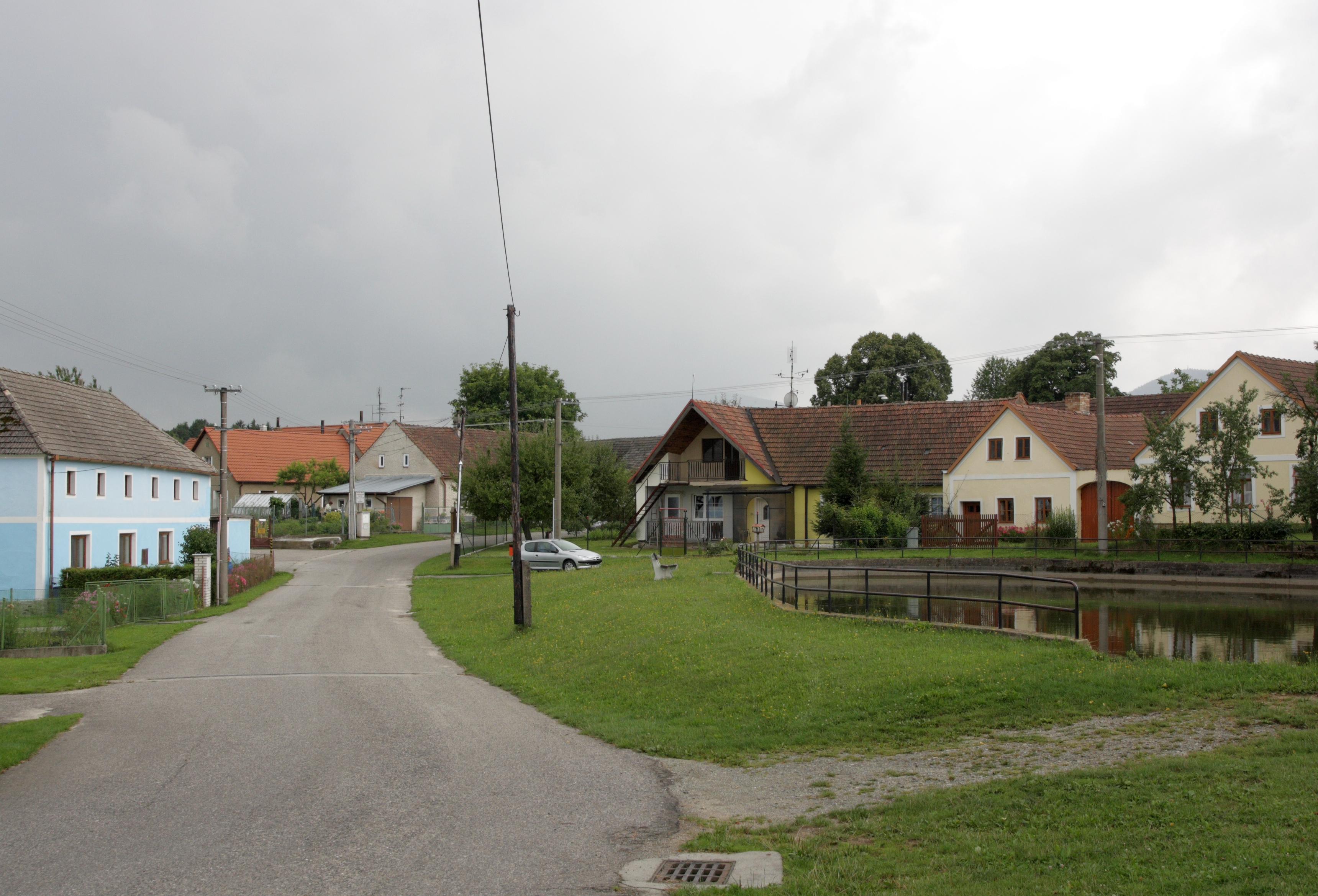
Dorfplatz

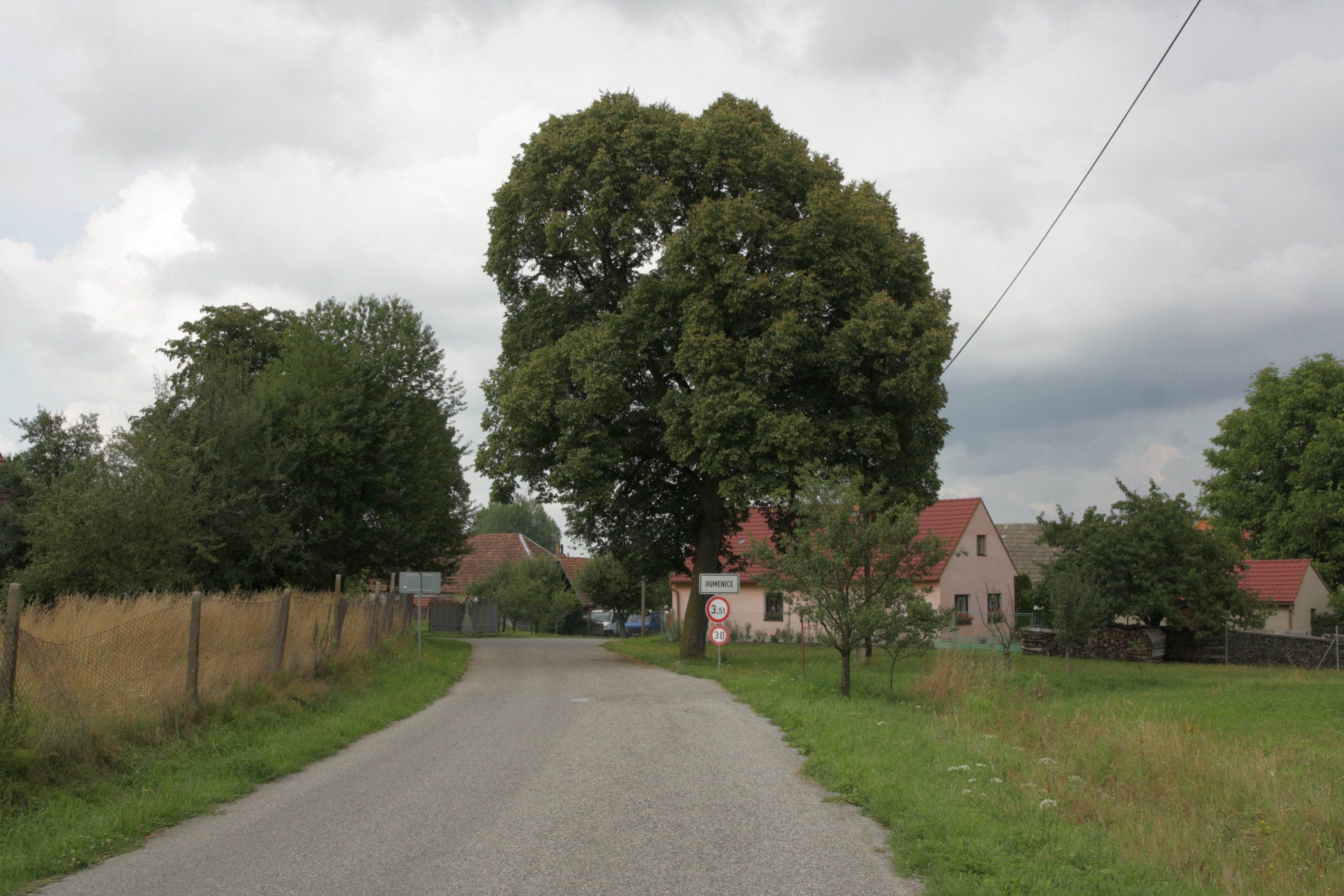
Südliche Ortseinfahrt

Humenice (deutsch Maierhof) ist ein Ortsteil der Gemeinde Horní Stropnice (Strobnitz) im Okres České Budějovice in Tschechien. Das Dorf liegt vier Kilometer südwestlich von Nové Hrady (Gratzen) in den Novohradské podhůří (Gratzener Gebirgsvorland).

## Geographie
Das Platzdorf Humenice befindet sich linksseitig über dem Tal der Stropnice (Strobnitz), die hier im Stausee Humenice angestaut wird.  Südlich des Dorfes erhebt sich der Knajzův vrch (583 m n.m.), im Südwesten der Filkův vrch (599 m n.m.) sowie westlich der Ke Stropnici (565 m n.m.). Das Dorf liegt im Naturpark Novohradské hory.
Nachbarorte sind Svaryšov (Sworeschau) und Hlinov (Tonnberg) im Norden, Krčín (Gritschau), Údolí (Niederthal) und Cuknštejn (Zuckenstein) im Nordosten, Světví (Gschwendt) im Osten, Vyhlídky (Egersee) im Südosten, Horní Stropnice im Süden, Bedřichov (Fidretschlag) im Südwesten, und Olbramov (Wolfersdorf) und Vesce (Dörfles) im Westen sowie Střeziměřice (Tritschmersch) und Svébohy (Zweiendorf) im Nordwesten.

## Geschichte
Die erste schriftliche Erwähnung des zum Gut Strobnitz gehörigen Dorfes erfolgte 1379. Vermutlich wurde es bei einem herrschaftlichen Meierhof angelegt. Besitzer waren bis zum Anfang des 17. Jahrhunderts die Herren von Rosenberg. Nach dem Tod des letzten Rosenbergers Peter Wok ging die Herrschaft 1611 an Johann Georg von von Schwanberg über und wurde 1620 wegen der Beteiligung des Peter von Schwanberg am Ständeaufstand von 1618 konfisziert. Im Februar 1621 verlieh Ferdinand II. das Gut Strobnitz seinem Feldherrn Charles Bonaventure de Longueval, Comte de Bucquoy, der es an die Herrschaft Gratzen anschloss. Die Herren von Buquoy hielten den Besitz über mehr als drei Jahrhunderte. Karl Philipp de Longueval errichtete 1669 auf den böhmischen Familiengütern ein Majorat. Im Jahre 1788 bestand Meyerhof aus 16 Häusern.
Im Jahre 1840 bestand das im Budweiser Kreis gelegene Dorf Maierhof aus 25 Häusern mit 168 Einwohnern. Zu Maierhof konskribiert  war die aus drei Dominikalhäusern bestehende Einschicht Bieberteich bzw. Piberteich. Pfarrort war Strobnitz. Bis zur Mitte des 19. Jahrhunderts blieb Maierhof der Fideikommissherrschaft Gratzen untertänig.
Nach der Aufhebung der Patrimonialherrschaften bildete Maierhof / Humenice ab 1850 einen Ortsteil der Gemeinde Zweiendorf / Svébohy im Gerichtsbezirk Gratzen. 1868 wurde der Ort dem Bezirk Kaplitz zugeordnet. Im Jahre 1869 bestand Maierhof aus 35 Häusern und hatte 195 Einwohner. Im Jahre 1900 hatte Maierhof 198 Einwohner, 1910 waren es 219.
Nach dem Ersten Weltkrieg zerfiel der Vielvölkerstaat Österreich-Ungarn, das Dorf wurde 1918 Teil der neu gebildeten Tschechoslowakischen Republik. Beim Zensus von 1921 lebten in den 35 Häusern des Dorfes 188 Personen, darunter 169 Deutsche und 18 Tschechen. 1930 lebten in den 41 Häusern von Maierhof 156 Personen. Nach dem Münchner Abkommen wurde Maierhof im Oktober 1938 dem Deutschen Reich zugeschlagen und gehörte bis 1945 zum Landkreis Kaplitz. Nach dem Ende des Zweiten Weltkrieges kam Humenice zur wiedererrichteten Tschechoslowakei zurück. Nach der Vertreibung der meisten deutschen Bewohner wurde der Ort mit Tschechen wiederbesiedelt. 1949 erfolgte die Aufhebung des Okres Kaplice und die Umgliederung von Humenice in den Okres Trhové Sviny. 1950 bestand Humenice aus 30 Häusern und hatte 64 Einwohner. Im Zuge der Gebietsreform von 1960 wurde Humenice dem Okres České Budějovice zugeordnet. Im Jahre 1964 erfolgte die Eingemeindung nach Horní Stropnice. Ab 1980 wurde Humenice nicht mehr als Ortsteil geführt. Zwischen 1985 und 1988 wurde der Stausee Humenice errichtet. 1991 lebten in den 15 Häusern des Dorfes 37 Personen. Zum 1. Mai 2003 erhielt Humenice wieder den Status eines Ortsteils von Horní Stropnice. Beim Zensus von 2011 hatte Humenice 30 Einwohner und bestand aus 17 Wohnhäusern.

## Ortsgliederung
Der Ortsteil Humenice ist Teil des Katastralbezirkes Svébohy.

## Sehenswürdigkeiten
- Wegkreuz am Abzweig nach Olbramov
- Wegkreuz am südlichen Ortsausgang
- Stausee Humenice